# Umwelttechnik und Wasserbau
Die Umwelttechnik & Wasserbau GmbH ist ein sachsen-anhaltisches Bauunternehmen mit Hauptsitz in Blankenburg (Harz). Das Unternehmen hat sich auf Wasserbau spezialisiert und erzielt den größten Teil seines Umsatzes im Rohrleitungsbau und im Ingenieurtiefbau. Weiterhin baut die Umwelttechnik & Wasserbau GmbH unter anderem Kanäle, Wasserhochbehälter und -aufbereitungsanlagen, Speicherbauten und Deponieanlagen.
Das heutige Unternehmen Umwelttechnik & Wasserbau GmbH entstand im Juni 1990 und ist der Rechtsnachfolger des Kombinatsbetriebs Speicherbau Ostharz des VEB Spezialbaukombinat Wasserbau Weimar. Der Betrieb „Speicherbau Ostharz“ wurde seinerseits 1964 durch das Zusammenlegen mehrerer Baustellen im Harz im Bereich des Wasserbaus gegründet.